# 스피로누클레우스속
스피로누클레우스속(Spironucleus)은 중복편모충목에 속하는 편모충류 속의 일종이다. 다양한 동물의 소화 계통에서 기생한다. 일부는 병원체이며, 또 일부는 편리 공생을 한다.

## 하위 종
| - S. barkhanus - S. columbae - S. meleagridis - S. muris | - S. salmonicida - S. salmonis - S. torosa - S. vortens |